# Église mixte Saint-Jacques-le-Majeur de Reipertswiller
L'église mixte Saint-Jacques-le-Majeur est un monument historique situé à Reipertswiller, dans le département français du Bas-Rhin.

## Localisation
Ce bâtiment est situé à Reipertswiller.

## Historique
L'édifice fait l'objet d'un classement au titre des monuments historiques depuis 1983.